# Vanilla Beans II
Albums de Vanilla Beans
Vanilla Beans
(25 février 2009) Vanilla Beans III
(7 nov. 2012)
EPs par Vanilla Beans
Def & Def
(19 mai 2010)
Compilations par Vanilla Beans
VaniBest
(22 sept. 2010)
Singles
1. Tengoku e no Kaidan
Sortie : 29 juin 2011

Vanilla Beans Ⅱ (バニラビーンズⅡ, dit en anglais : « Vanilla Beans Two » ; officiellement écrit en occidental sur la couverture de l'album) est le deuxième album studio du groupe féminin japonais Vanilla Beans, sorti en 2011.

## Détails de l'album
L'album sort le 20 juillet 2011, en une seule édition, sous le label d'idoles T-Palette Records et est respectivement le premier album du groupe enregistré sous ce label nouvellement fondé après avoir quitté le sous-label de Tokuma Japan Communications, FLOWER LABEL, après un premier album sorti deux ans et cinq mois auparavant et après un mini album et une compilation.
L'album contient quatorze chansons inédites et une chanson sortie un mois auparavant en single, Tengoku e no Kaidan ; la chanson-titre est une reprise en version japonaise d'un titre du groupe britannique Led Zeppelin, Stairway to Heaven, sorti en 1971. Ce single est utilisé pour promouvoir l'album.
Est de plus dévoilée une musique vidéo sur YouTube d'une des chansons inédites de l'album, intitulée Älskar Dig (mot suédois), servi aussi comme promotion pour l'album.

## Formation
- Rena
- Lisa

## Liste des titres
| 1.  | VanillaBeans                                                            |  |
| 2.  | Älskar Dig (エルスカディ)                                               |  |
| 3.  | Nakaji Time (ナカジタイム)                                              |  |
| 4.  | Doctor, Onegai (ドクター、お願い)                                       |  |
| 5.  | Summer vacation                                                         |  |
| 6.  | ?                                                                       |  |
| 7.  | Ōsumi Time (オオスミタイム)                                             |  |
| 8.  | Musunde Hiraite (むすんでひらいて)                                      |  |
| 9.  | C ba-san no Uta (C葉さんのうた)                                         |  |
| 10. | Oppai (おっぱい)                                                        |  |
| 11. | Takami Time (タカミタイム)                                              |  |
| 12. | Sodermalm                                                               |  |
| 13. | Yumemiru Shippo (ユメミルしっぽ)                                        |  |
| 14. | Oyasumi (おやすみ)                                                      |  |
| 15. | Tengoku e no Kaidan (天国への階段 ; reprise d'un titre de Led Zeppelin) |  |